# أكرون (نيويورك)
أكرون (بالإنجليزية: Akron, New York)‏ هي بلدة تقع في الولايات المتحدة في مقاطعة إيري، نيويورك.  يقدر عدد سكانها بـ 2,868 نسمة ومساحتها 5.1 كم2  ووترتفع عن سطح البحر 226 متر.

## التركيبة السكانية
حدّد مكتب تعداد الولايات المتحدة بيانات التركيبة السكانية لأكرون في تعداد الولايات المتحدة. في ما يلي، التركيبة السكانية حسب تعدادي 2000 و2010.

### تعداد عام 2000
بلغ عدد سكان أكرون 3,085 نسمة بحسب تعداد عام 2000، وبلغ عدد الأسر 1,313 أسرة وعدد العائلات 839 عائلة مقيمة في القرية. في حين سجلت الكثافة السكانية 592.1 نسمة لكل كيلومتر مربع (1,533.5/ميل2). وبلغ عدد الوحدات السكنية 1,373 وحدة بمتوسط كثافة قدره 263.5 لكل كيلومتر مربع (682.5/ميل2).
وتوزع التركيب العرقي للقرية بنسبة 97.57% من البيض و0.39% من الأمريكيين الأفارقة و1.39% من الأمريكيين الأصليين و0.03% من الأمريكيين ذوي الأصول الآسيوية و0.13% من الأعراق الأخرى و0.49% من عرقين مختلطين أو أكثر و0.65% من الهسبانيون أو اللاتينيون من أي عرق.
بلغ عدد الأسر 1,313 أسرة كانت نسبة 30.5% منها لديها أطفال تحت سن الثامنة عشر تعيش معهم، وبلغت نسبة الأزواج القاطنين مع بعضهم البعض 48.8% من أصل المجموع الكلي للأسر، ونسبة 11.1% من الأسر كان لديها معيلات من الإناث دون وجود شريك،  بينما كانت نسبة 4% من الأسر لديها معيلون من الذكور دون وجود شريكة وكانت نسبة 36.1% من غير العائلات. تألفت نسبة 31.3% من أصل جميع الأسر من عدة أفراد يعيشون في نفس المنزل ونسبة 18.1% كانت تتألف من شخص يعيش بمفرده يبلغ من العمر 65 عاماً أو أكثر. وبلغ متوسط حجم الأسرة المعيشية 2.34، أما متوسط حجم العائلات فبلغ 2.94.
بلغ العمر الوسطي للسكان 39.1 عاماً. وكانت نسبة 23.7% من القاطنين تحت سن الثامنة عشر، وكانت نسبة 7.6% بين الثامنة عشر والرابعة والعشرين عاماً، ونسبة 27.3% كانت واقعةً في الفئة العمرية ما بين الخامسة والعشرين والرابعة والأربعين عاماً، ونسبة 22.6% كانت ما بين الخامسة والأربعين والرابعة والستين، ونسبة 18.4% كانت ضمن فئة الخامسة والستين عاماً فما فوق. يوجد لكل 100 أنثى 87.3 ذكر، ويوجد لكل 100 أنثى في الثامنة عشر من عمرها فما فوق 82.8 ذكر.
بلغ متوسط دخل الأسرة في القرية 35,313 دولارًا، أما متوسط دخل العائلة فبلغ 48,083 دولارًا. وكان متوسط دخل الذكور 33,250 دولارًا مقابل 24,327 دولارًا للإناث. وسجل دخل الفرد الخاص بالقرية 17,712 دولارًا. وكانت نسبة 4.9% من العائلات ونسبة 8.2% من السكان تحت خط الفقر، وكان من هؤلاء نسبة 10.2% تحت سن الثامنة عشر ونسبة 8.8% في الخامسة والستين من العمر وما فوق.

### تعداد عام 2010
بلغ عدد سكان أكرون 2,868 نسمة بحسب تعداد عام 2010، وبلغ عدد الأسر 1,293 أسرة وعدد العائلات 771 عائلة مقيمة في القرية. في حين سجلت الكثافة السكانية 550.5 نسمة لكل كيلومتر مربع (1,425.8/ميل2). وبلغ عدد الوحدات السكنية 1,382 وحدة بمتوسط كثافة قدره 265.3 لكل كيلومتر مربع (687.1/ميل2).
وتوزع التركيب العرقي للقرية بنسبة 96.30% من البيض و0.45% من الأمريكيين الأفارقة و1.46% من الأمريكيين الأصليين و0.28% من الأمريكيين ذوي الأصول الآسيوية و0.21% من الأعراق الأخرى و1.29% من عرقين مختلطين أو أكثر و1.29% من الهسبانيون أو اللاتينيون من أي عرق.
بلغ عدد الأسر 1,293 أسرة كانت نسبة 26.5% منها لديها أطفال تحت سن الثامنة عشر تعيش معهم، وبلغت نسبة الأزواج القاطنين مع بعضهم البعض 43.5% من أصل المجموع الكلي للأسر، ونسبة 12% من الأسر كان لديها معيلات من الإناث دون وجود شريك،  بينما كانت نسبة 4.2% من الأسر لديها معيلون من الذكور دون وجود شريكة وكانت نسبة 40.4% من غير العائلات. تألفت نسبة 34.3% من أصل جميع الأسر من عدة أفراد يعيشون في نفس المنزل ونسبة 15.5% كانت تتألف من شخص يعيش بمفرده يبلغ من العمر 65 عاماً أو أكثر. وبلغ متوسط حجم الأسرة المعيشية 2.21، أما متوسط حجم العائلات فبلغ 2.86.
بلغ العمر الوسطي للسكان 42.3 عاماً. وكانت نسبة 21.5% من القاطنين تحت سن الثامنة عشر، وكانت نسبة 8% بين الثامنة عشر والرابعة والعشرين عاماً، ونسبة 24.3% كانت واقعةً في الفئة العمرية ما بين الخامسة والعشرين والرابعة والأربعين عاماً، ونسبة 27.8% كانت ما بين الخامسة والأربعين والرابعة والستين، ونسبة 18.4% كانت ضمن فئة الخامسة والستين عاماً فما فوق. وتوزع التركيب الجنسي للسكان بنسبة 48.2% ذكور و51.8% إناث.

## أعلام
- ديك باير
- دنيس إي. نولان
- أليكس ويبستر